# Ондра, Анни
Анни Ондра (чеш. Anny Ondra, урожд. А́нна Софи́я Ондра́кова (чеш. Anna Sophie Ondráková); 15 мая 1902[…], Тарнув — 28 февраля 1987[…], Холленштедт, Нижняя Саксония, ФРГ) — чешская, английская и немецкая актриса.

## Биография
Анна София Ондракова родилась в 1902 году в семье офицера австро-венгерской армии. Провела детство в Праге, где обучалась в монастырской школе. Свою карьеру в кино она начала в 16 лет с участия в чешских немых комедиях. С 1928 года она стала сниматься у немецких режиссёров, а в 1929 году появилась в двух английских драмах Альфреда Хичкока «Шантаж» и «Человек с острова Мэн», но её акцент посчитали недопустимым и диалоги Анни озвучивала актриса Джоан Бэрри. Позже Анни снялась ещё более чем в 40 фильмах, став одной из популярнейших международных актрис Европы 1930-х годов.
В 1957 году она прекратила сниматься и вместе с мужем, боксёром Максом Шмелингом, за которого вышла замуж 6 июля 1933 года, поселилась в небольшом городке Холленштедте, недалеко от Гамбурга. Их брак продлился до её смерти 28 февраля 1987 года. Она была похоронена на кладбище Святого Андреаса в Холленштедте, Германия.

## Избранная фильмография
- Нокаут (1935)
- Учитель Идеал (1932) — Вера Матысова
- Человек с острова Мэн (1929) — Кейт Крегин
- Шантаж (1929) — Элис Уайт
- На том камне (1923) — Аэнни